# Roberto García (kolarz)
Roberto Antonio García (ur. 8 września 1937 w San Salvador) – salwadorski kolarz szosowy, uczestnik letnich igrzysk olimpijskich.
García reprezentował Salwador na Letnich Igrzyskach Olimpijskich w 1968 w Meksyku. Wystartował w jeździe drużynowej na czas razem z Francisco Funesem, Juanem Moliną i Mauricio Bolañosem. Salwadorczycy zajęli wówczas 28. miejsce spośród 30. reprezentacji.